# شركة مانجا للإنتاج
مانجا للإنتاج هي شركة سعودية تابعة لمؤسسة محمد بن سلمان "مسك". أُسست شركة مانجا لإلهام أبطال المستقبل من خلال الرسوم المتحركة وألعاب الفيديو والقصص المصورة. كما تهدف إلى بناء وتطوير صناعة المحتوى في السعودية والعالم العربي، ودعم المواهب الشابة في المملكة في مجال المحتوى الإبداعي، حيث دربت أكثر من 500 موهوب وموهوبة.

## المنتجات

### أفلام الرسوم المتحركة السينمائية
- فيلم الرحلة
اُستوحي فيلم الرحلة من تاريخ شبه الجزيرة العربية، ويروي قصة “أوس” الخزاف صاحب الماضي الغامض، الذي يخوض معركة ملحمية للدفاع عن مدينته، ويُعد العمل الفني إنتاجاً مشتركاً مع الاستديو الياباني توي أنيميشن، أخرجه شيزونو كوبون، الذي أخرج عدداً من الأعمال الشهيرة، ومنها المحقق كونان. دُبلج الفيلم إلى خمس لغات عالمية وهي: اللغة العربية، واليابانية، والألمانية، والإنجليزية، والصينية. حصد الفيلم في عام 2022 على جائزة سيبتيميوس الهولندية عن كونه أفضل فيلم تجريبي. كما عُرض في عدة منصات عالمية مثل منصة كرانشي رول.[3][4][5][6][7]

### أفلام الرسوم المتحركة القصيرة
- كنز الحطاب 
أُطلق الفيديو الترويجي للفيلم القصير "كنز الحطاب" عام 2018، وهو تعاون مشترك بين مانجا للإنتاج وشركة توي أنيميشن اليابانية. دُبلج إلى 6 لغات عالمية: العربية، اليابانية، الإنجليزية، الإندونيسية، الأوردية، الصينية.[8]

### مسلسلات الرسوم المتحركة
- أساطير في قادم الزمان

مسلسل رسوم متحركة من إنتاج شركة مانجا للإنتاج وبالتعاون مع شركة توي أنيميشن اليابانية أُنتج عام 2019، يتكون من 13 حلقة، عُرضت أول حلقة منه في 24 يناير 2020. كما حصل المسلسل على 100 مليون مشاهدة، ويُعرض ويُبث في أكثر من 35 منصة عالمية من بينها نتفليكس الشرق الأوسط.

### ألعاب الفيديو
- كهف الغول

لعبة كهف الغول هي لعبة استراتيجية مجانية للهواتف النقالة مستوحاة من إحدى حلقات مسلسل الرسوم المتحركة السعودي أساطير في قادم الزمان، وتتوفر بنظام Android وIOS.
- ظافر البطل

لعبة ظافر البطل هي لعبة جري مجانية وجديدة للهواتف النقالة مستوحاة من إحدى حلقات مسلسل الرسوم المتحركة السعودي أساطير في قادم الزمان، وتتوفر بنظام Android وIOS.

### ألعاب الواقع الافتراضي
- مغامرات العُلا

مغامرة وتجربة تفاعلية افتراضية حسّية تحمل اسم "مغامرات العُلا"، بنيت هذه التقنية على اختراع جاء نتاجاً للتعاون بين الفريق السعودي في مانجا للإنتاج وشركة Spark XR، وهي كبسولة تمكِّن المستخدم من السفر على متن رحلة افتراضية إلى العُلا في السعودية دون السفر إليها بشكل حقيقي. صُمِّمت الكبسولة بتأثيرات حسية مثل الرياح والأحاسيس اللمسية، وذلك بزاوية 360 درجة، ممّا يجعل هذه التجربة واقعية بشكل كبير.
تُقدم هذه التجربة فرصة للاستمتاع بجمال المناظر الطبيعية في العُلا التي تضم أول موقع تراث عالمي لليونسكو في المملكة العربية السعودية "الحِجر"، واستكشاف القطع الأثرية الموجودة في المنطقة. أُطلقت تجربة "مغامرات العُلا" في قمة سيليكون سلوبز والذي أُقيم في مركز التجارة العالمي في يوتا، الولايات المتحدة الأمريكية يوميّ 13 و14 أكتوبر من عام 2021.
حصلت " مغامرات العُلا" على جائزة الابتكار لشبكة يوتا الرقمية العالمية للترفيه لعام 2021، بعد أن نافست 16 جهة دولية في حفل أُقيم في مدينة سولت ليك في ولاية يوتا الأمريكية.

### القصص المصورة
- بسّة

أُطلق الفصل الأول للقصة المصورة القصيرة “بسّة" في يوم 11 من شهر سبتمبر لعام 2021، ونُشرت في مجلة مانجا العربية، إذ تحكي قصة بسة عن "كادي" وهي قطة ترعرعت في أرياف السعودية، تجد نفسها في أحد الأيام تائهة في شوارع جدة، مُجبرة على المناضلة للتعايش مع وحشية حياة الشوارع، بعد أن صادفت النمر المشهور "فزاري" التقت بعصابة غريبة من القطط المشردة، وهذا ما سيفتح لها باباً جديداً من الاكتشافات والخيال والمغامرة حول جميع مناطق السعودية.

## المشاريع والمسابقات
- مشروع PROJECT G

في يوم 25 من شهر أغسطس لعام 2022، أعلنت شركة مانجا للإنتاج عن إطلاق مشروع PROJECT G، مع عدة شركاء يابانيين منها شركة دايناميك بلانينج المالكة لحقوق جريندايزر، وأُعلن عن هذه الشراكة في موسم الجيمرز ببوليفارد رياض سيتي في الرياض يوم 25 من شهر أغسطس لعام 2022، بحضور نخبة من رواد عالم الأنميشن والمانجا العالميين، وعرضت شخصية "جريندايزر" العالمية في شاشات بوليفارد الرياض، وفي السماء عبر طائرات الدرونز، خلال ذلك أطلقت مانجا للإنتاج مسابقة عالمية لتصميم مركبة آلية مستوحاة من المركبات الفضائية المعادية المعروفة بـ "اليوفو" من عالم جريندايزر مع إمكانية استخدامها في المشروع الجديد، مما يجعلها تجربة فريدة على مستوى الإنتاج الياباني.
في أكتوبر 2023 وقعت شركة مانجا للإنتاج، التابعة لمؤسسة محمد بن سلمان "مسك"، اتفاقية مع مجموعة mbc لعرض الموسم الثاني من مسلسل الأنمي "كابتن تسوباسا: مرحلة الناشئين" عبر باقة VIP على منصة "شاهد". وسيتم عرض المسلسل بشكل حصري على منصة "شاهد" في الشرق الأوسط وشمال أفريقيا، بالتزامن مع عرضه بشكل مباشر في اليابان، في 39 حلقة مدبلجة باللغة العربية.
في نوفمبر 2023 وقعت شركة مانجا للإنتاج، التابعة لمؤسسة محمد بن سلمان "مسك"، شراكة مع شركة CJ ENM الكورية، بهدف تعزيز التعاون بين الشركتين في مجالات التوزيع والترخيص وتطوير المحتوى وتبادل الخبرات وبرامج التدريب، بالإضافة إلى فرص الإنتاج المشترك وتوزيع المحتوى السعودي لـ"مانجا" على المنصات الكورية.
- مشروع تحويل الأدب السعودي إلى قصص مصوّرة

في 22 مارس 2024 وبالتعاون مع هيئة الأدب والنشر والترجمة التابعة لـوزارة الثقافة السعودية أطلقت مانجا العربية مشروع تحويل الأدب السعودي إلى قصص مصوّرة، حيث صرحت مانجا العربية عن إصدار الفصل الأوّل من قصّة "رسم العدم"، المستلهمة من رواية الكاتب أشرف الفقيه في عدد مجلة مانجا العربية للشباب وتطبيقها في شهر مارس 2024، وستتبعها رواية "الرحّالة" للكاتبة كنده جمبي، و"خواطر عابرة" للكاتب سلطان إياز، و"العوسج" للكاتبة الجوهرة الرمال، و"أعيش ذكرياتي" بالمقلوب للكاتبة غادة المرزوقي.
- مسابقة «دبلجها بلهجاتنا»

في 26 يوليو 2025 أطلقت شركة مانجا للإنتاج مسابقة «دبلجها بلهجاتنا»؛ بهدف تمكين المواهب الصوتية السعودية، وتسليط الضوء على ثراء وتنوع اللهجات المحلية، ولدعم المحتوى الإبداعي المحلي وتقديمه بمعايير عالمية تعكس الهوية الثقافية للمملكة العربية السعودية.